# Golofa porteri

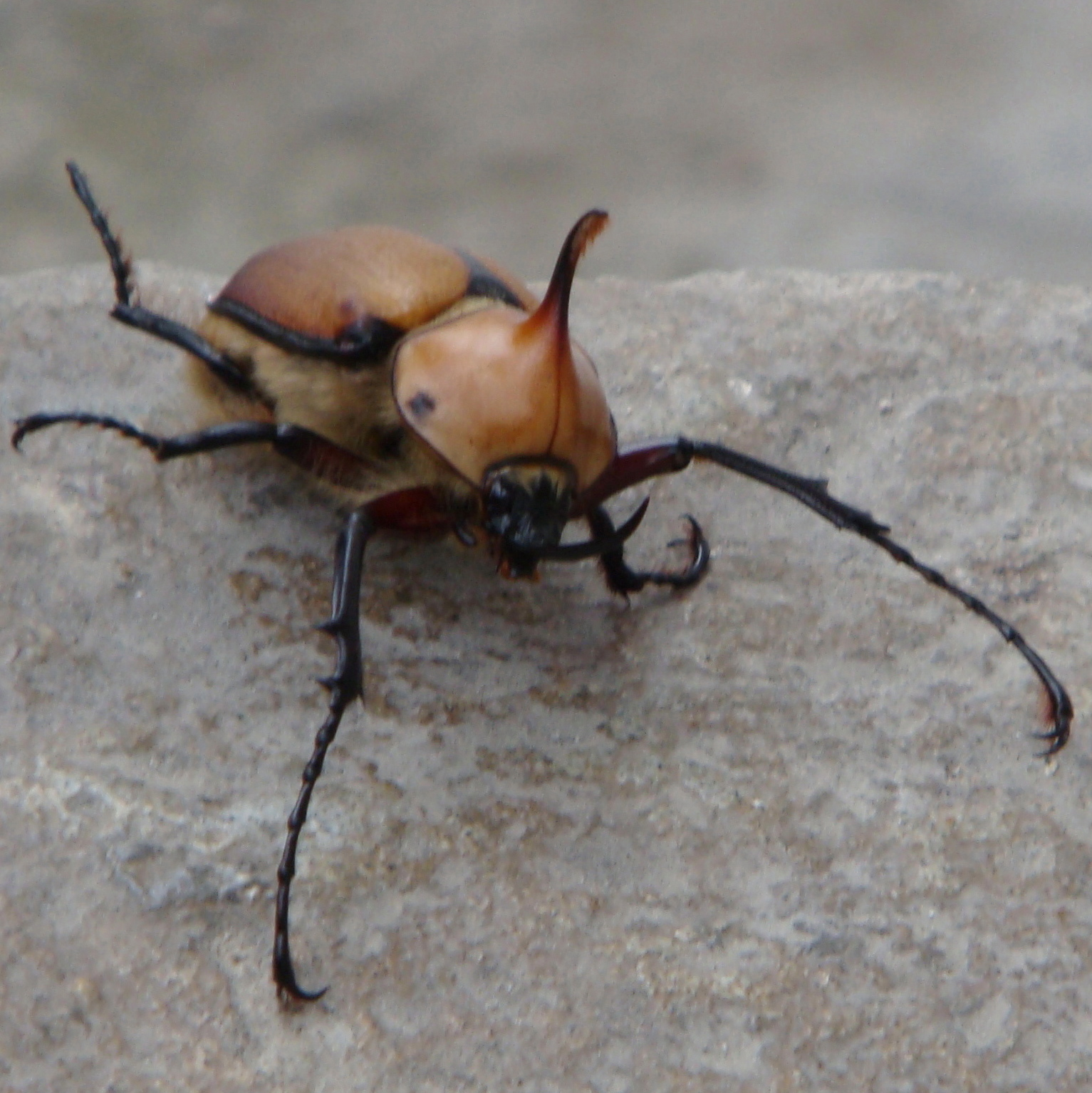
Golofa porteri macho

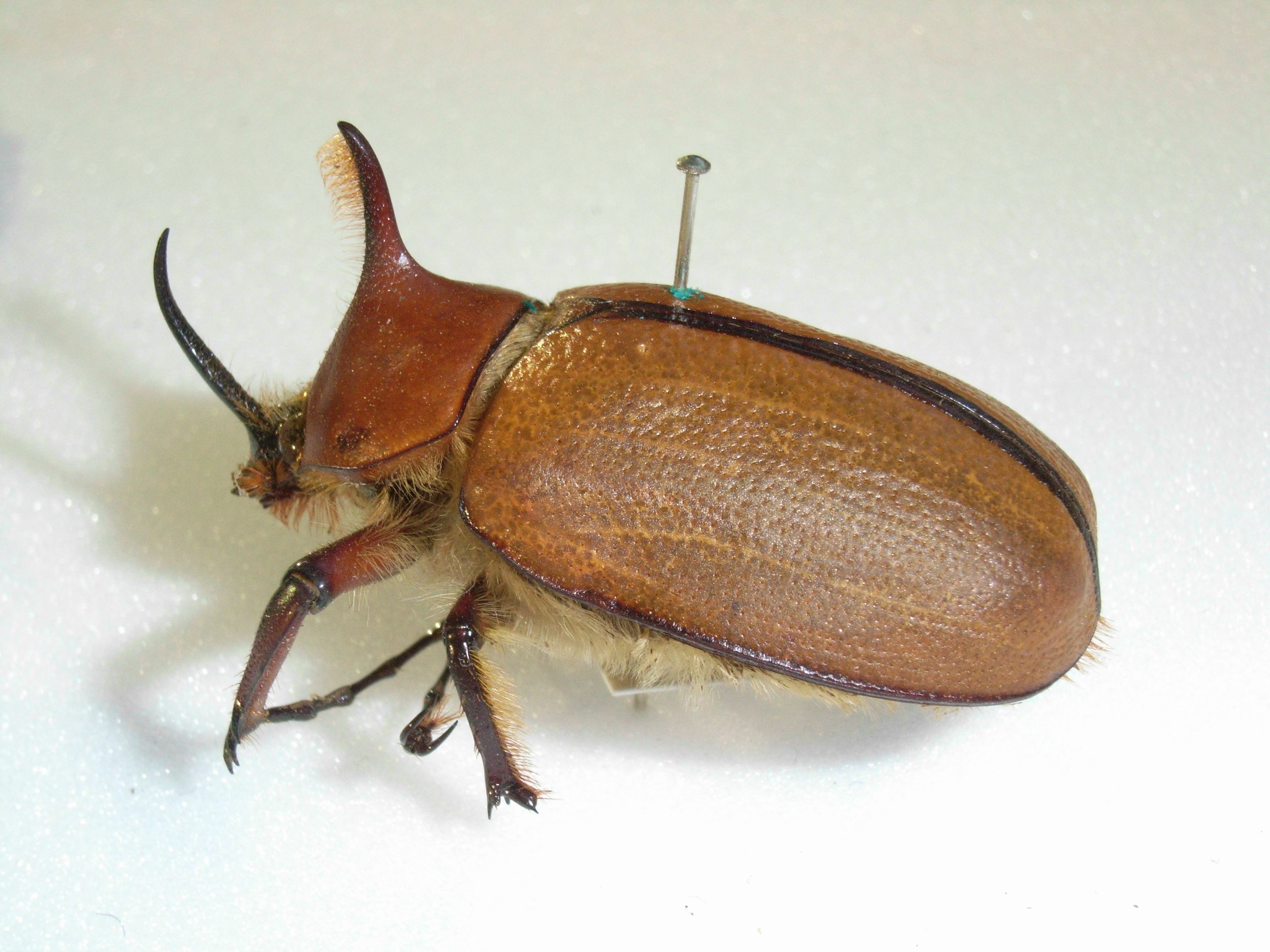
Golofa porteri macho, vista trasera

El escarabajo cornudo, carricero o escarabajo cachudo del carrizo (Golofa porteri) es un insecto coleóptero, miembro de las cerca de treinta especies de escarabajos incluidas en el género Golofa.

## Distribución
Puede ser encontrado en casi toda la zona intertropical, mas aparece particularmente en Venezuela, Colombia, Guyana, Panamá, Costa Rica y Nicaragua. No suele habitar en las costas, en las llanuras ni en las selvas espesas del Amazonas, sino que prefiere las zonas montañosas de las cordilleras venezolanas, colombianas y centroamericanas, pues es allí donde crecen las varias gramíneas de tamaño mediano en las que reside (de ahí el nombre carricero, ya que estas plantas son denominadas comúnmente como "carrizo") y de las que se alimenta.

## Morfología
Miden entre setenta a ochenta milímetros, variando los tamaños de sus cuernos entre cuarenta y treinta y cinco milímetros. Estos apéndices tienen forma de hoz y presentan dos hileras de pequeños vellos agudos en la cara inferior, como sucede en especies que viven en Europa y Japón (género Trypoxylus) y en las islas de la Sonda y Vietnam (género Chacosoma). Solo el macho los posee, presuntamente con funciones de atracción de las hembras. Asimismo, mientras que el macho es de color ocre o amarillento, estas últimas son de tonalidades oscuras. 

## Reproducción
Se reproducen sexualmente, como casi todos los insectos. Al terminar el acto de copulación, la hembra deposita sus huevos en materia orgánica en el suelo, entre las gramíneas anteriormente mencionadas. Allí, las larvas (que miden alrededor de 3 mm de longitud y eclosionan a las dos o cuatro semanas) se alimentan del humus en la tierra antes de formar pupas y emerger como escarabajos adultos.

## Alimentación
A diferencia de otras especies de escarabajos, estos viven un tiempo considerable después de hacerse adultos. Para esto, se alimentan exclusivamente de los cogollos de las plantas en las que viven y su savia. Pasada su etapa larvaria, no vuelven a comer materia en descomposición.